# ダブリュエックス二十四
株式会社ダブリュエックス二十四（英称及び通称：WX24）は、かつて存在した日本の気象情報サービス企業。ウェザーニューズの100%子会社である。
各地のケーブルテレビ局向けの気象情報サービス配信や、委託放送事業者として、BSデジタル放送の気象情報専門チャンネル「ウェザーニュース」の運営（番組制作や送出・送信管理はウェザーニューズに委託）も行っていた。また、ウェザーニューズの販売部門として日本国内各地の営業拠点（16ヶ所）の運営を担当していた。
2010年10月28日に行われたウェザーニューズの取締役会で、ダブリュエックス二十四を吸収合併する事が決定し、同年12月1日付で合併された。

## 沿革
- 1990年（平成2年）1月26日 - ウェザーニューズと電通とセンチュリー・リーシング・システムの3社の共同出資で、ダブリュエックス二十四会社設立。
- 1991年（平成3年）10月 - 通信衛星（スカイポート）を利用したCATV向け気象情報番組「お天気チャンネル」の全国配信サービス開始。
- 1996年（平成8年）10月 - CSデジタル衛星放送パーフェクTV!（現 SKY PerfecTV!）にて、気象情報専門チャンネル「ウェザーシャワー24」（現 e-天気.net）の放送を開始（-2000年5月まで）。
- 1997年（平成9年）6月 - 幕張総合サービスセンター（現 グローバルセンター）内に、3つのスタジオを備えた情報発信基地「WNI SITE」を開設。
- 1997年（平成9年）12月1日 - CSデジタル衛星放送ディレクTVにて気象情報専門チャンネル「インテリジェントウェザーニュース」の放送を開始。
- 1998年（平成10年）9月 - 自社発信の本格的気象番組「ウェザーニュース」を幕張総合センター「WNI SITE」バーチャルスタジオより全国CATVに向けて放送を開始。
- 1999年（平成11年）3月 - 株式の追加取得により株式会社ダブリュエックス二十四（現 連結子会社）をウェザーニューズの子会社化。
  - 12月 - 郵政省（現 総務省）よりBSデジタル・データ放送の委託放送事業者に認定。
- 2000年（平成12年）
  - 7月14日 - 株式会社ウェザーニュース（ウェザーニューズの子会社）が郵政省よりCS衛星放送委託放送事業者(SKY PerfecTV!)の認可を取得[2][3]。
  - 9月30日 - ディレクTVの日本事業撤退（サービス終了）に伴い、「インテリジェントウェザーニュース」の放送を終了。
  - 10月1日 - SKY PerfecTV!において「ウェザーニュース」(744ch)の放送を開始。
  - 12月1日 - BSデジタル・独立データ放送の気象専門チャンネル「ウェザーニュース」(910ch)の放送を開始。
- 2001年（平成13年）11月29日 - 委託放送事業(BSデジタル・データ放送事業)部門を会社分割し、株式会社ダブリュエックス二十四に承継。
- 2003年（平成15年）4月1日 - ダブリュエックス二十四、ウェザーニュースとディジタル・コンテンツ・デリバリィーを吸収合併し、ウェザーニュースの委託放送事業（SKY PerfecTV!向け放送事業）を継承。これによって、ウェザーニューズの委託放送事業を全てダブリュエックス二十四に一本化。
- 2005年（平成17年）6月1日 - ウェザーニューズの販売部門を分割継承。
- 2007年（平成19年）5月31日 - SKY PerfecTV!向け放送を終了。
- 2009年（平成21年）5月1日 - BSデジタル910chで「SOLiVE24」のサイマル放送を開始。
- 2010年（平成22年）12月1日 - 株式会社ダブリュエックス二十四を株式会社ウェザーニューズに吸収合併[1]。

## ケーブルテレビ局向け気象情報サービス
- 下記のケーブルテレビ局に各ケーブルテレビのサービスエリア向け気象情報や気象番組を配信している。
- 各ケーブルテレビ局でのチャンネル名称は「ウェザーニュース」あるいは「お天気チャンネル」となっている所が多い。

| 都道府県など | ケーブルテレビ局名 |
| ------------ | --- |
| 北海道       | 帯広シティーケーブル、J:COM札幌、苫小牧ケーブルテレビ、NCV函館センター、大滝ケーブルテレビ、釧路ケーブルテレビ |
| 青森県       | 青森ケーブルテレビ、三沢市ケーブルテレビ |
| 岩手県       | 一関ケーブルネットワーク、三陸ブロードネット、遠野テレビ、花巻ケーブルテレビ、水沢テレビ、和賀有線テレビ |
| 宮城県       | 気仙沼ケーブルネットワーク、塩釜ケーブルテレビ、仙台CATV、大崎ケーブルテレビ |
| 秋田県       | 秋田ケーブルテレビ、由利本荘市CATVセンター、大館ケーブルテレビ |
| 山形県       | ケーブルテレビ山形、ニューメディア米沢 |
| 福島県       | 伊達市ケーブルテレビ、西会津町ケーブルテレビ |
| 茨城県       | J:COM茨城、研究学園都市コミュニティケーブルサービス、JWAY |
| 栃木県       | 鹿沼ケーブルテレビ、佐野ケーブルテレビ、ケーブルテレビ、真岡ケーブルテレビ |
| 群馬県       | なし |
| 埼玉県       | 熊谷ケーブルテレビ、入間ケーブルテレビ、J:COM所沢、J:COM東上 |
| 千葉県       | 広域高速ネット二九六、千葉ニュータウンセンター |
| 東京都       | ケーブルテレビ品川、JCN足立、JCNみなと新宿、豊島ケーブルネットワーク、北ケーブルネットワーク、東京ケーブルネットワーク、多摩ケーブルネットワーク、J:COMすみだ、J:COM台東、J:COM江戸川                                                           |
| 神奈川県     | iTSCOM、横浜ケーブルビジョン、湘南ケーブルネットワーク、YOUテレビ、ケーブルシティ横浜、J:COM横浜、J:COMかながわセントラル |
| 山梨県       | 日本ネットワークサービス、CATV富士五湖、山梨CATV、峡東CATV、勝沼CATV組合 |
| 長野県       | エルシーブイ、テレビ松本ケーブルビジョン、INC長野ケーブルテレビ、飯田ケーブルテレビ、伊那ケーブルテレビジョン、上田ケーブルビジョン、テレビ北信ケーブルビジョン、とうみケーブルテレビ、阿智村情報化事業サービス                                 |
| 新潟県       | エヌ・シィ・ティ、ケーブルネット新潟、上越ケーブルビジョン、能生ケーブルテレビ |
| 富山県       | ケーブルテレビ富山、射水ケーブルネットワーク、新川インフォメーションセンター、能越ケーブルネット、滑川中新川地区広域情報事務組合、上婦負ケーブルテレビ                                                                                          |
| 石川県       | 加賀ケーブルテレビ、金沢ケーブルテレビネット、テレビ小松、あさがおテレビ、柳田ふれあいNet |
| 福井県       | こしの国広域事務組合、丹南ケーブルテレビ、福井ケーブルテレビ、さかいケーブルテレビ、美方ケーブルネットワーク、南越前町ケーブルテレビ、嶺南ケーブルネットワーク                                                                                  |
| 静岡県       | 伊豆急ケーブルネットワーク、浜松ケーブルテレビ、静岡ケーブルテレビ、御殿場ケーブルメディア、下田有線テレビ放送 |
| 岐阜県       | 大垣ケーブルテレビ、ケーブルテレビ可児、中部ケーブルネットワーク、下呂ネットサービス、CCNet |
| 愛知県       | 稲沢シーエーティーヴィ、キャッチネットワーク、グリーンシティケーブルテレビ、CAC、スターキャット、知多半島ケーブルネットワーク、中部ケーブルネットワーク、西尾張シーエーティーヴィ、ミクスネットワーク、ひまわりネットワーク、三河湾ネットワーク |
| 三重県       | アイティービー、アドバンスコープ、ケーブルネット鈴鹿、シー・ティー・ワイ、イントサーフ、ZTV、松阪ケーブルテレビ・ステーション、飯南放送通信センター                                                                                             |
| 滋賀県       | 甲賀ケーブルネットワーク、コミュニケーションネットワーク余呉 |
| 京都府       | 京都ケーブルコミュニケーションズ、ケイ・キャット、KCN京都 |
| 大阪府       | 京阪神ケーブルビジョン、ケーブルウエスト大阪セントラル、ケーブルウエスト吹田、ケーブルウエスト高槻、ケーブルウエスト北河内、テレビ岸和田、ケーブルウエスト豊中・池田、ケーブルウエスト東大阪                                                    |
| 兵庫県       | 明石ケーブルテレビ、姫路ケーブルテレビ、こうべケーブルビジョン、淡路島テレビジョン |
| 奈良県       | なし |
| 和歌山県     | なし |
| 鳥取県       | 中海テレビ放送、鳥取テレトピア、日本海ケーブルネットワーク、伯耆町有線テレビジョン放送 |
| 島根県       | 山陰ケーブルビジョン、雲南夢ネット、奥出雲町情報通信協会、ひらたCATV、サンネットにちはら |
| 岡山県       | 井原放送、oniビジョン、倉敷ケーブルテレビ、ケーブルネットワーク金光、みさきネット |
| 広島県       | ちゅピCOMおのみち、ケーブル・ジョイ、東広島ケーブルメディア、ひろしまケーブルテレビ、ふれあいチャンネル、三原テレビ放送、三次ケーブルビジョン                                                                                                   |
| 山口県       | Kビジョン、シティーケーブル周南、萩ケーブルネットワーク、ほっちゃテレビ、山口ケーブルビジョン |
| 徳島県       | ケーブルテレビ徳島、阿波池田ネット、テレビ鳴門、徳島中央テレビ、那賀町上流ケーブルテレビ |
| 香川県       | 香川テレビ放送網、高松ケーブルテレビ |
| 愛媛県       | 今治シーエーティーブィ、宇和島ケーブルテレビ、愛媛CATV、ケーブルネットワーク西瀬戸、八西CATV、野村ケーブルテレビ |
| 高知県       | 高知ケーブルテレビ、西南地域ネットワーク、よさこいケーブルネット |
| 福岡県       | 福岡ケーブルビジョン、ケーブルステーション福岡、CRCCメディア |
| 佐賀県       | 伊万里ケーブルテレビジョン、有田ケーブル・ネットワーク、西海テレビ、ネット鹿島 |
| 長崎県       | テレビ佐世保、長崎ケーブルメディア、諫早ケーブルテレビジョン放送、西九州電設 |
| 熊本県       | JCN熊本、天草ケーブルネットワーク |
| 大分県       | KCVコミュニケーションズ、ケーブルテレビ佐伯、臼杵市ケーブルネットワーク、杵築市ケーブルネットワーク |
| 宮崎県       | ケーブルメディアワイワイ、BTV、宮崎ケーブルテレビ |
| 鹿児島県     | 奄美テレビ放送、南九州ケーブルテレビネット |
| 沖縄県       | 沖縄ケーブルネットワーク 、宮古テレビ |

### ケーブルテレビ局向け気象情報サービス 技術概要
ケーブルテレビ局(CATV局)向けの気象情報サービス「お天気チャンネル」の技術概要は下記の通り。
システム概要
- 機器構成：CATV用ヘッドエンド専用ボード1式(VDA内臓)、マッキントッシュ用アドオンデコードボード1式、専用ビットストリーム結線ケーブル1式、映像・音声出力ボード1式

- 描画・音声生成方法：

1.ヘッドエンド出力から「WX24」用回線出力(ビットストリーム出力/64Mbps)を得て、VDA内臓ボードを経由
2.マッキントッシュ(PC)のアドオンボードに信号を入力
3.専用ボード上でデコードと静止画生成、音声コンポジット
4.マッキントッシュ(PCの出力は通常の映像/音声である為、それらの出力をヘッドエンド入力に戻し、ローカル(CATV)に送出
- WX24「マッキントッシュ(MacPC)用専用アプリケーション」

1.ビットストリームデータデコード機能
2.描画機能(毎分6枚、720pix×480pix、NTSC準拠)
3.ローカルスーパー合成機能
4.ライン音声コンポジット機能
5.連続描画、ビデオ出力(NTSC-J)機能
- 備考：
- 映像信号(NTSC-J)に重畳されているビットストリーム信号は、映像の垂直帰還線内(Vブランキング内)に重畳(270H/272H)された64Mbpsのデータ信号をデコードして使用
- 音声はSCC第4チャンネルの音声サブチャンネル(A-MODE/SUB)のラインオーディオを使用
- 映像と音声はボード上でコンポジットしヘッドエンド(SUB-IN)に対して出力する
- ローカルスーパーは局エリア毎に地域コード/地区コード/テキストコードが出力される為、主にそれらの「3コード」をベースに作製し合成

## 番組内容
各ケーブルテレビ局の各々のエリアに応じた独自の気象情報と、天気情報番組の配信（「SOLiVE24」天気概況&全国の天気、各ブロック別ウェザーニュースUPDATE）などである。

画面右上にエリアの天気予報が天気情報番組も含め常時表示される。

基本タイムテーブル
```
* 00・30分　「SOLiVE24」天気概況&全国の天気(07:00頃、11:00頃、17:00頃、22:00頃更新)
* 10・40分　エリアに応じた独自の気象情報
* 20・50分　各ブロック別ウェザーニュースUpdate(一日3回更新)
* 22・52分　エリアに応じた独自の気象情報
```

- エリアの天気→ピンポイント予報→週間天気→実況天気（ウェザーリポート紹介）→注意報・警報→雨雲レーダー→衛星画像→天気図→ポイント解説の順でローテーションされている。

※また季節によっては各種気象情報（花粉情報、台風情報）が挿入がされる事がある。